# Bryostroma trichostomi
Bryostroma trichostomi är en svampart som först beskrevs av Leon Louis Rolland, och fick sitt nu gällande namn av Döbbeler 1978. Bryostroma trichostomi ingår i släktet Bryostroma, klassen Dothideomycetes, divisionen sporsäcksvampar och riket svampar.   Inga underarter finns listade i Catalogue of Life.